# L'Alquerieta
L'Alquerieta és un barri del núcli urbà d'Alzira, capital de la Ribera Baixa, al País Valencià. Actualment és un barri humil i conegut pels seus problemes de convivència.
Geogràficament, el barri de l'Alquerieta es troba localitzat a l'extrem nord-est del núcli urbà d'Alzira, a l'entroncament de les carreteres d'Alzira a Sueca i d'Alzira a Favareta. El territori de l'Alquerieta es troba lleugerament més alt que el de la resta del núcli urbà d'Alzira, estant protegit de les possibles crescudes del riu Xúquer.
Històricament, i com el seu nom indica, era una partida dedicada principalment a l'agricultura. Durant la primera meitat del segle XX va existir una escola per als xiquets desafavorits i una llar per a dones jóvens amb tuberculosi gestinada per un grup de dones civils i monges. El 23 d'abril de 1937, l'ajuntament inaugurà un llavador que estigué en funcionament fins a l'any 1975 i que actualment ha estat restaurat i obert com a patrimoni local. Actualment, l'Alquerieta s'ha tornat l'epicentre dels problemes de convivència de la ciutat, esdevenint un barri deprimit i on els actes violents i el comerç de drogues són freqüents, arribant a ser qualificat pels mitjans com a "gueto".